# Gismondo
Gismondo  è un nome proprio di persona italiano maschile.

## Varianti
- Maschili: Ghismondo[2], Ghismundo[2]
- Femminili: Gismonda[1][2], Ghismonda[2], Ghismunda[2]

## Origine e diffusione

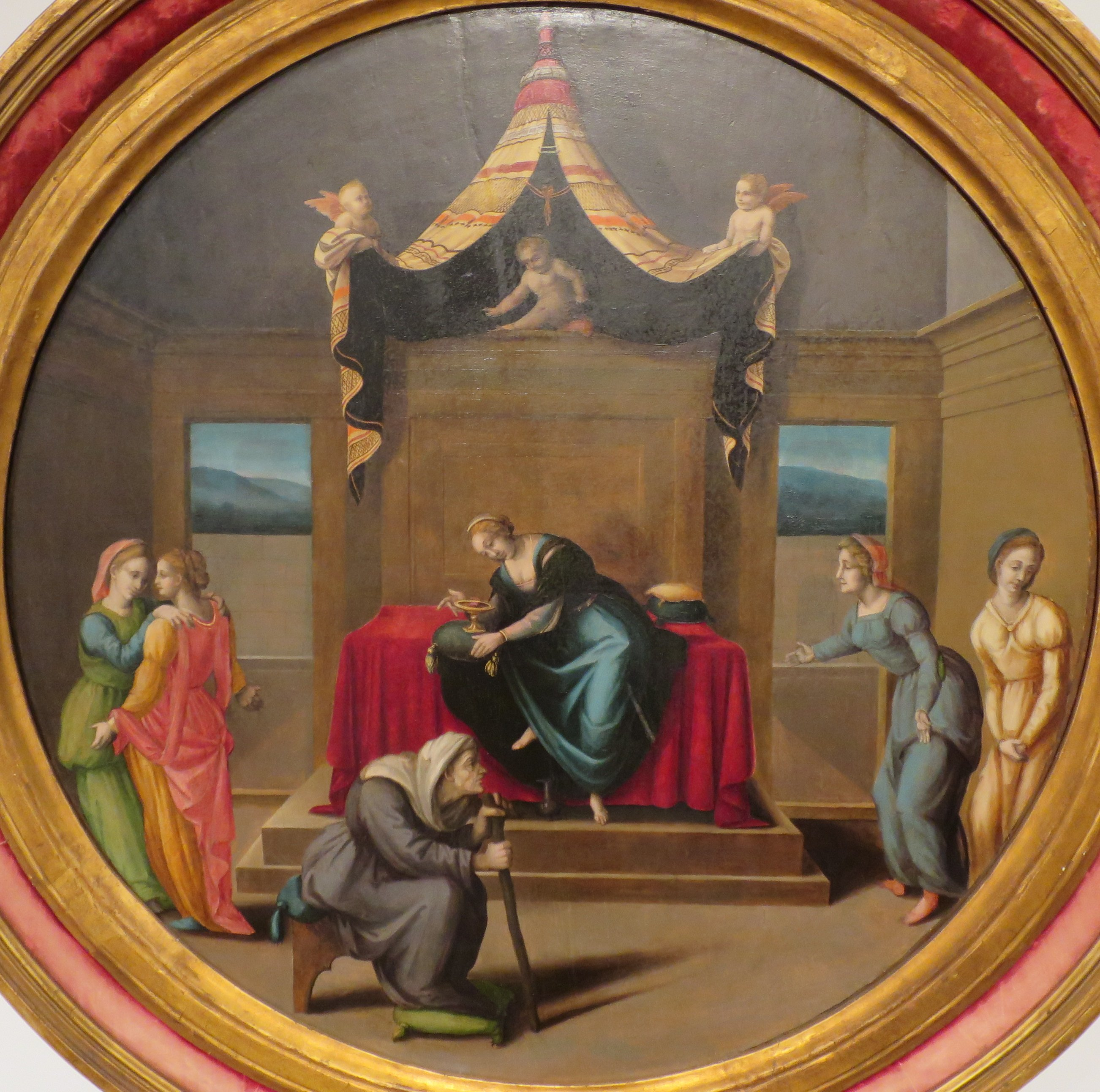
Ghismonda con il cuore di Guiscardo, del Bacchiacca

È un nome dalla duplice origine, che oltre a costituire un ipocoristico di Sigismondo può anche essere una continuazione del nome germanico Gismund, Gisemund o Gisimund, composto da gis (o gisil "freccia", "lancia", oppure "ostaggio", "pegno") e munda ("protezione"), col possibile significato complessivo di "che protegge con la lancia".
In Italia è attestato per oltre la metà dei casi in Toscana, e per il resto disperso; parte dalla diffusione è dovuta a ragioni letterarie: Ghismonda è infatti la protagonista della triste prima novella della quarta giornata del Decamerone di Boccaccio, e il nome è portato anche dalla protagonista della tragedia Gismonda da Mendrisio, scritta da Silvio Pellico.

## Onomastico
Si tratta di un nome adespota, ossia privo di santo patrono; l'onomastico può essere eventualmente festeggiato il 1º novembre, in occasione di Ognissanti.

## Persone
- Gismondo Morelli Gualtierotti, politico italiano